# Carbonitruration
 (août 2021).
Si vous disposez d'ouvrages ou d'articles de référence ou si vous connaissez des sites web de qualité traitant du thème abordé ici, merci de compléter l'article en donnant les références utiles à sa vérifiabilité et en les liant à la section « Notes et références ».
La carbonitruration est un traitement de diffusion, à base de carbone et d'azote, effectué à une température comprise entre 800 et 850 °C . Comme pour la cémentation, il y a un apport de carbone en surface mais en plus, il y a une introduction d'azote dans le four ou dans un bain liquide.

L'azote est dit fortement gammagène, tout comme le carbone l'est aussi.
En métallurgie, un élément gammagène permet de faire exister à la température ambiante la présence d'austénite. L'austénite est notée γ (gamma) dans les diagrammes de phases. L'azote joue ce rôle majeur, car peu d'addition d'azote en masse finale du métal permet à l'austénite d'exister à +20°C.
L'azote augmente le coefficient de diffusion du carbone dans l’austénite, car l'austénite peut dissoudre de grandes quantités de carbone. Ce que la ferrite, nommée α (alpha) dans les diagrammes de phases, est incapable de faire.

## De l'importance de la convention d'écriture en alphabet grec pour la description métallurgique
On utilise des lettres grecques dans les diagrammes de phases car il existe souvent de petites zones dans le graphique, très particulières en propriétés mécaniques. Ces "phases" sont soit très désirables, soit très désastreuses, selon l'usage escompté, et ce, quel que soit l'alliage étudié. Le bronze a ses particularités, de même que les aciers et tout métal d'intérêt industriel. Par exemple les alliages d'aluminium, dont des trésors de recherche et développement ont permis de faire des rivets à pose à froid, indispensables à la construction aéronautique. Ces rivets sont le résultat d'une parfaite maîtrise des teneurs en éléments d'alliages, du formage et des traitements thermiques finaux à réaliser.
On a très peu de place sur le papier ou sur le document pour noter les espèces cristallines qui seront présentes à coup sûr, si les conditions sous-jacentes à leur formation sont réunies : souvent les teneurs à laquelle le phénomène se forme sont très réduites en % de présence en masse de l'alliage final. On a des zones "en pics" qu'il faut décrire avec des lettres grecques, uniques, et sans risque de confusion possible.
Faire varier la teneur d'un élément chimique peut soit faire disparaître un domaine entier dans un diagramme de phase, soit le faire "exploser" sur le papier. La présence d'une particularité de l'agencement de cette matière résultante de l'addition ou de la suppression d'un élément chimique est subtile ou évidente, selon les cas.
D'où le côté "gammagène" ou "alphagène" d'un élément chimique considéré, pour une métallurgie donnée. Le nickel, le manganèse peuvent renforcer le pouvoir gammagène initié par l'azote ou le carbone. Le chrome a l'effet inverse, il confère une influence alphagène.
Attention, l'azote (comme tout élément d'alliage) peut former des espèces cristallines extrêmement différentes selon la base de l'alliage considéré.
S'il permet à l'acier d'être plus ductile par la formation d'un domaine austénitique, ou de contenir plus de carbone dissous et donc d'être plus dur en surface que le métal de base, l'azote forme avec le titane une céramique extrêmement dure, le nitrure de titane, TiN, utilisé pour augmenter la durée de vie des outils coupants.
On doit dissocier chaque élément chimique de son rôle, pour chaque alliage et base d'alliage considéré.

## Rôle de l'azote dans un acier
Ajouter de l'azote à un acier permet des températures de carbonitruration plus basses que celles utilisées en cémentation par le carbone seul, ce qui est un avantage économique important : on obtient un acier dont la surface est bien plus dure, sans avoir besoin de le chauffer à une trop haute température.
La plupart des aciers deviennent entièrement austénitiques une fois dépassé le point AC3, vers 920°C. Avec une addition d'azote, on réalise l'incorporation de carbone dans l'acier, en surface seulement, à des températures bien plus faibles qu'avec la seule adjonction de carbone.
La cémentation consiste à enrichir en carbone la zone superficielle de pièces en acier à bas carbone, donc plutôt malléables à froid, puis à les tremper de manière à obtenir une couche martensitique dure en surface, la martensite étant résistante à l'usure, mais l'acier de base ayant un cœur inchangé, il reste tendre et ductile. Il est donc bien plus susceptible d'absorber des chocs, sans casser net comme un échantillon de même taille, entièrement martensitique.
La cémentation s'applique soit en surface soit sur l'entièreté du volume à des aciers qui contiennent des éléments d'alliage destinés à améliorer la trempabilité et à conférer à la pièce une certaine résistance à cœur, ou en surface selon la technique de cémentation retenue.
Lorsqu'on désire obtenir un résultat analogue avec des aciers qui se prêtent moins bien à la trempe, tels que des aciers de décolletage, qui eux sont enrichis d’éléments chimiques à bas point de fusion comme les aciers additionnés volontairement au plomb, au soufre, au phosphore, on procède à un traitement de carbonitruration.
Dans ce cas, on ajoute à l'atmosphère de cémentation une quantité d'ammoniac généralement inférieure à 5 % du volume. Traditionnellement, les forgerons trempaient leurs pièces entièrement austénitisées dans des seaux d'urine. C'est l'urée qui assurait l'apport en azote, une flamme pauvre en oxygène ayant apporté du carbone préalablement.
À la température de traitement, l'ammoniac se décompose en azote et en hydrogène. Une partie de l'azote pénètre dans le réseau cristallin de l'acier en provoquant entre autres une augmentation importante de la trempabilité. Les pièces carbonitrurées peuvent donc ensuite être trempées.
L'urine comportant beaucoup d'eau, la carbonitruration et la trempe sont faites en même temps.

## Limites pratiques à la cémentation
Un inconvénient non négligeable est que, si l’azote augmente la trempabilité de l’acier en permettant au carbone de s'insérer dans l'austénite créée par l'azote, il abaisse fortement le point Ms (« Martensite start ») et augmente donc le volume d’austénite résiduelle qui peut être, par suite, très élevé… et cette austénite n'est guère favorable une fois l'acier revenu à froid, car l'austénite formée va créer des variations de tenue mécanique (l'austénite est ductile), à la tenue en fatigue (déchaussement avec des zones bien plus dures que l'austénite) et à la stabilité dimensionnelle des pièces : l'austénite redistribue la manière qu'à l'acier de cristalliser, avec de la distorsion entre la pièce finie avant traitement thermique et après le traitement thermique : souvent, on observe un voilement considérable, si de l'austénite formée à chaud par adjonction d'azote et de carbone existe toujours à la température ambiante.